# ۹۳۰ (قمری)
۹۳۰ (قمری)، نهصد و سی‌امین سال در گاهشماری هجری قمری است. اول محرم این سال برابر با بیستم نوامبر سال ۱۵۲۳ میلادی است.

## وابسته
- شاه اسماعیل یکم
- شاه تهماسب یکم